# ボゴール
ボゴール (Bogor) はインドネシアの西ジャワ州にある都市。首都ジャカルタの南60kmに位置している。人口は約118万人（2021年）。
統計上はジャカルタ都市圏（ジャボデタベック）に含まれる。周辺をボゴール県に囲まれている。ボゴールには、ボゴール宮殿、ボゴール植物園、ボゴール農科大学、国際林業研究センターなどがある。ボゴールは「雨の町」(Kota Hujan) ともよばれ、乾季の間でも雨が多い。この都市は、1945年8月17日までバイテンゾルフ（バウテンゾルグ、ボイテンゾルグ、Buitenzorg）と呼ばれていた。

## 歴史

スンダ王国の首都は、パクアン・パジャジャランにあった。

### 前植民地時代

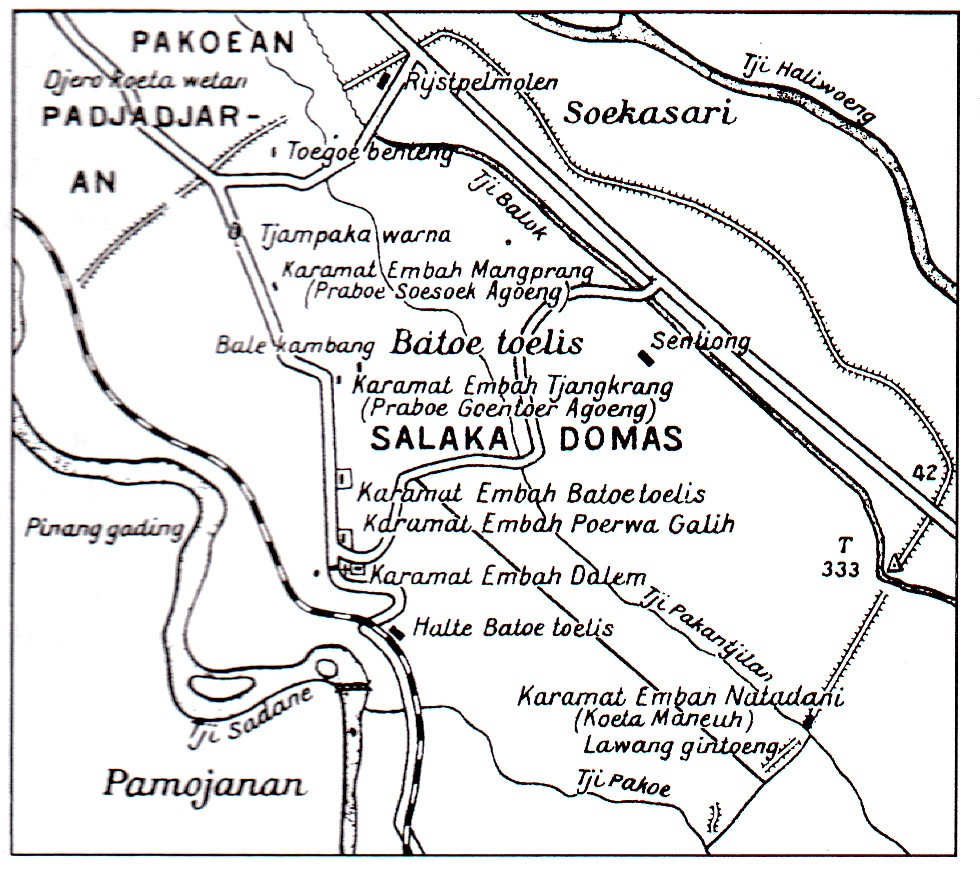
バイテンゾルフ近郊にあるパクアン・パジャジャランの位置を示すオランダの地図

現在のボゴールに人が定住したのは、5世紀のタルマヌガラ王国の時代だと言われている。近隣のシュリーヴィジャヤ王国との幾たびかの争いを通じて、タルマヌガラ王国はスンダ王国に替わった。669年、スンダ王国の首都が、チリウン川とチサダネ川の間に建設され、「パクアン・パジャジャラン」と名付けられた。これは古スンダ語で「平行した（川）の間の土地」という意味である。これが、現在のボゴールの先祖となった。

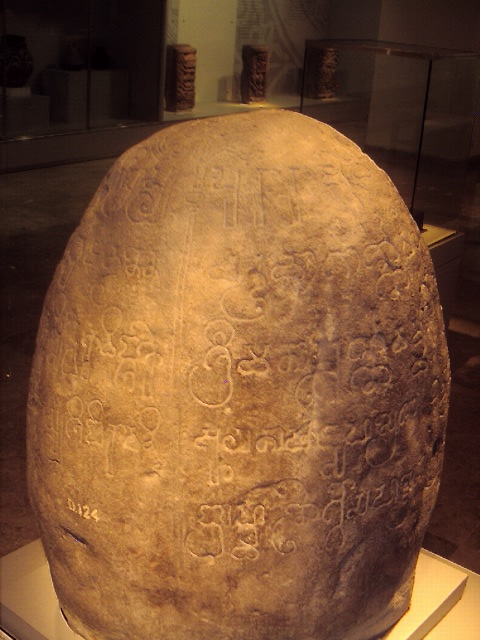
1600年前のタルマヌガラ王国時代の石に刻まれた碑文である「プラサスティ」。

続く数世紀の間、パクアン・パジャジャランは、中世インドネシアの最大の都市の一つとなり、その人口は48,000人に達した。パジャジャランという名前は、王国の名前としても使われ、首都は、単にパクアンと呼ばれた。この時代の歴史は、公的、宗教的な目的で使われるサンスクリットで書かれている。それはインドのパッラヴァ朝の文字を使用して岩石の表面に彫られている。これはプラサスティと呼ばれている。ボゴール周辺で見付かったプラサスティは、形の上でも文書のスタイルもインドネシアの他の地域で見つかったものとは異なっている。このプラサスティは、ボゴールの重要な見所の一つとなっている。
9～15世紀の間、首都はパクアンと王国の他の都市の間で動いていたが、シルワンギ王 (Sri Baduga Maharaja) の戴冠式の日（1482年6月3日）にパクアンに戻る。1973年以降、この日はボゴールの市の祝日として祝われている。
1579年、パクアンはバンテン王国に占領され、ほぼ完全に破壊され、スンダ王国は消滅した。この街は捨てられ、数十年間は無人の地となった。

### 植民地時代

#### オランダ東インド会社
17世紀後半、他の西ジャワと同じく、パクアンは公式にはバンテン王国の支配下であったが、次第にオランダ東インド会社（VOC）の統治下に入っていった。公式な移行はバタヴィアの王太子とVOCとの間に成立した条約によってである（1684年4月17日）。
最初の、そして一時的なパクアンにおける定住は、タヌウィジャヤ中尉によるキャンプである。彼はVOCに雇われたスンダ人で、1687年にこの地を開発するために派遣された。1699年1月4日から5日にかけてのサラク火山（インドネシア語: Gunung Salak）による噴火によって多大な被害を受けた。しかし森林火災が多くの樹木を焼いたため、結果的に稲田やコーヒープランテーション用地が残された。短期間に、パクアン周辺でいくつかの農業地開発が行われた。その中でも最大なのが「カンプン・バリ」（新しい村）であった。1701年に行政地区を創設し、タヌウィジャヤがこの地の長官に選ばれた。彼は現在のボゴール県の創始者とみなされている。

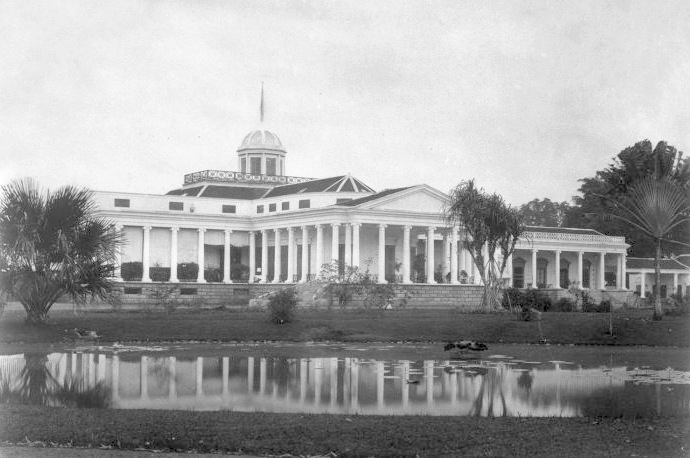
1907年、総督の住まいとして使われていたボゴールの宮殿

1703年にはVOCの総監アブラハム・ファン・リーベック（ケープ・タウンの創始者で、VOCの総督となったヤン・ファン・リーベックの息子）を長とする探検が進められ、この地の開発がさらに進んだ。ファン・リーベックの探検は、パクアン遺跡の詳細な研究を推し進め、多くの考古学調査と発見がなされた。その中にはプラサティも含まれる。また、VOCの従業員のための住まいも建てられた。行政の中心でありながら暑いバタヴィアと比べて、パクアンは、その地理的条件と穏やかな気候からオランダ人に好まれた。1744年から1745年に、総督の住まいがパクアンに建設され、夏の間はここに住むようになった。
1746年、総督グスターフ・ウレム・ファン・インホフの命令によってオランダ人居住区と九つの現地人居住区が一つの行政区画に統一され、「バイテンゾルフ」という名の宮殿が建てられた。これは、オランダ語で「憂いの外」という意味で、プロイセンのフリードリヒ大王がポツダムの近郊に夏の宮殿として建てた「サンスーシー」と同じ意味である（ちなみに日本では「無憂宮」と訳される）。ほぼ同じ時期に、この地の地方名としての「ボゴール」という名前が初めて記録に現れる。1752年4月7日の行政報告には、宮殿に隣接するバイテンゾルフの一部として記載されている。「ボゴール」はバイテンゾルフに代わって街全体を指す、この土地の別の名前として使われるようになった。この名前は、サトウヤシ (Arenga pinnata) を指す「BOGOR」というジャワ語から来ていると考えられており、現在でもインドネシア語で使われている。別の説では、古ジャワ語で牛を意味する「bhagar」から来たとも、この地の住人が「Buitenzorg」のスペルを書き違えたことからきた、とも言われている。
18世紀後半から19世紀にかけて、この街は急速に発展した。この発展をもたらした理由の一つには、イギリスによる占領がある。1811年から1815年にかけて、オランダ領東インドはイギリスによって占領された。当時オランダを占領していたナポレオンがフランス領土とすることを妨げるため、イギリスはジャワや他のスンダ諸島に上陸した。イギリス行政の長であったスタンフォード・ラッセルは行政の中心をバタヴィアからバイテンゾルフに移動し、新しい効率的な行政方法を導入した。

#### オランダ王国の支配

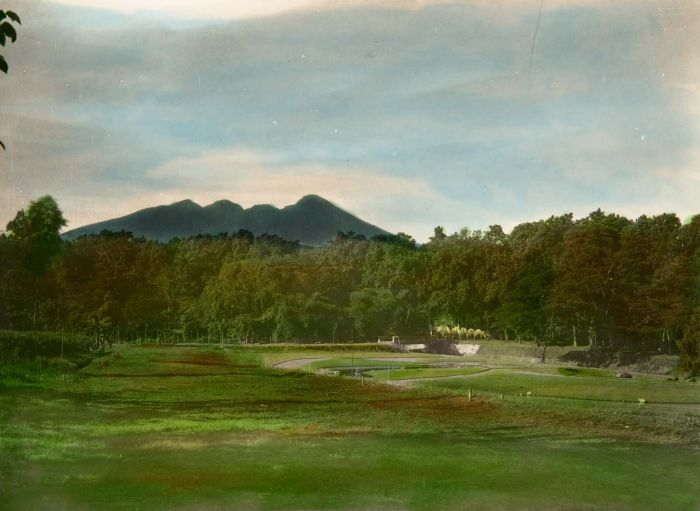
1920年代、バイテンゾルフ植物園から見るサラク火山

バイテンゾルフが、オランダに返還された後、この地はVOCというよりもオランダ王国の支配下にはいった。バイテンゾルフの宮殿は総督の夏の住居として復元された。1817年には近くに植物園が設置された。これは当時（19世紀）としては世界最大の植物園だった。
1834年10月10日、地震によって引き起こされたサラク火山の噴火により、バイテンゾルフは重大な被害を蒙った。この地の地震活動を考慮に入れるかたちで、宮殿や行政の建物が建て替えられた。1845年の総督の規定により、ヨーロッパ人、中国人とアラブ人の市内の居住地は分けられることになった。
1860年から1880年に、バイテンゾルフに植民地最大の農業学校が建てられた。市図書館、自然科学博物館、生物、化学、獣医学などの科学研究所もこの時期に設立された。19世紀の終わりまでに、バイテンゾルフはインドネシアの中で最も発達し、西欧化された都市の一つになった。
蘭印政府が設立した国鉄により、バタビア（現ジャカルタ）とバイテンゾルフ（現ボゴール）を結ぶ鉄道が1873年に開通した。この路線は南部のスカブミを経由して1884年には東方のバンドンまで延長された。
1904年、バイテンゾルフは公式にオランダ領東インドの行政中心となった。しかし、実質の行政はバタヴィアに残されていた。バタヴィアには行政組織のほとんどと知事の主要な事務所が残されていた。この状況は1924年の行政改革によって変革された。この改革によって植民地は州に分割され、バイテンゾルフは西ジャワ州の中心とされた。

### 1942年から1950年

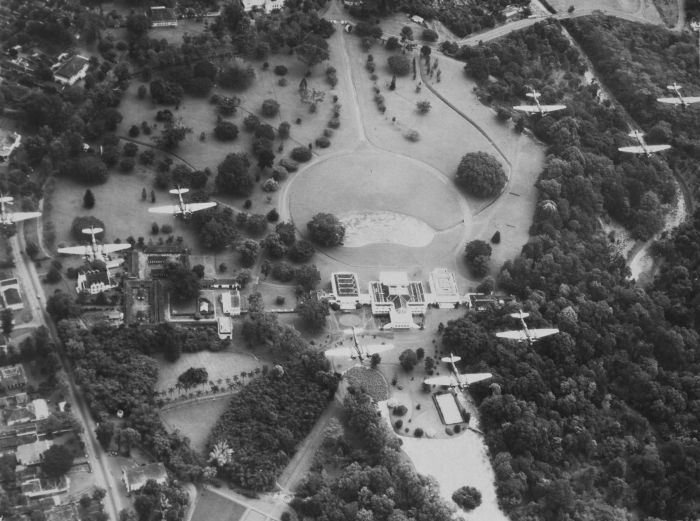
第二次世界大戦初頭、バイテンゾルフ上空を飛ぶオランダ空軍機

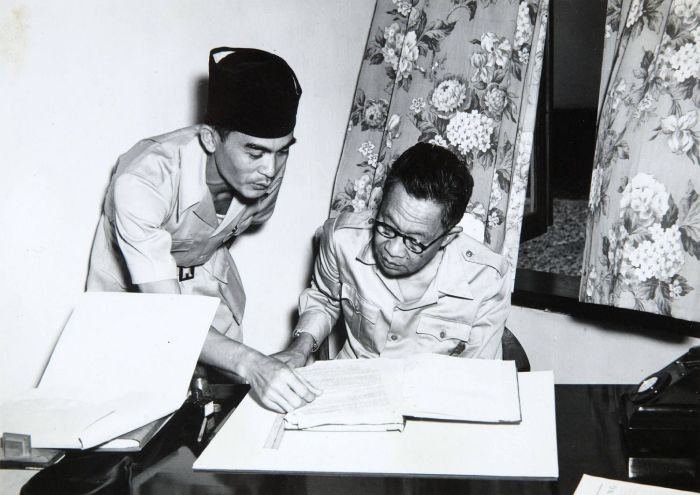
ボゴールに於ける、パスンダン州知事のR. A. A. ムハッラムとその秘書（1948年）

第二次世界大戦の間、バイテンゾルフとオランダ領東インドの全域は日本の支配下になった。この占領は1942年3月6日から1945年の夏まで続いた。地元の人々の愛国心を盛り上げる（また、オランダに対する反抗心を盛り上げる）日本の努力の一つとして、この街に「ボゴール」という名前が与えられた。この町は、インドネシア軍であるPETA（Pembela Tanah Air、祖国の守護者）の主要な訓練センターの一つでもあった。
1945年8月17日、スカルノとハッタは独立を宣言した。しかし、オランダは街や他の地域の支配を恢復した。1948年2月に、ボゴールは西ジャワの半独立の地域に組み込まれた（インドネシア語：Negara Jawa Barat）。これは、1948年4月にパスンダンと名称を変更した（インドネシア語：Negara Pasundan）。この州はオランダにより造られたもので、以前の植民地をオランダを中心とする連邦に組み込むためのものだった。1949年12月に、パスンダンは1949年8月23日から11月2日に行われたオランダ - インドネシア円卓会議によって造られたインドネシア連邦共和国（インドネシア語：Repubulik Indonesia Serikat, RIS）に参加した。1950年2月には、インドネシア共和国軍との争いに負けた結果として、パスンダンはインドネシアの一部となり、1950年8月には正式に国の一部となり、地名も正式にボゴールとなった。

### インドネシアの一部として

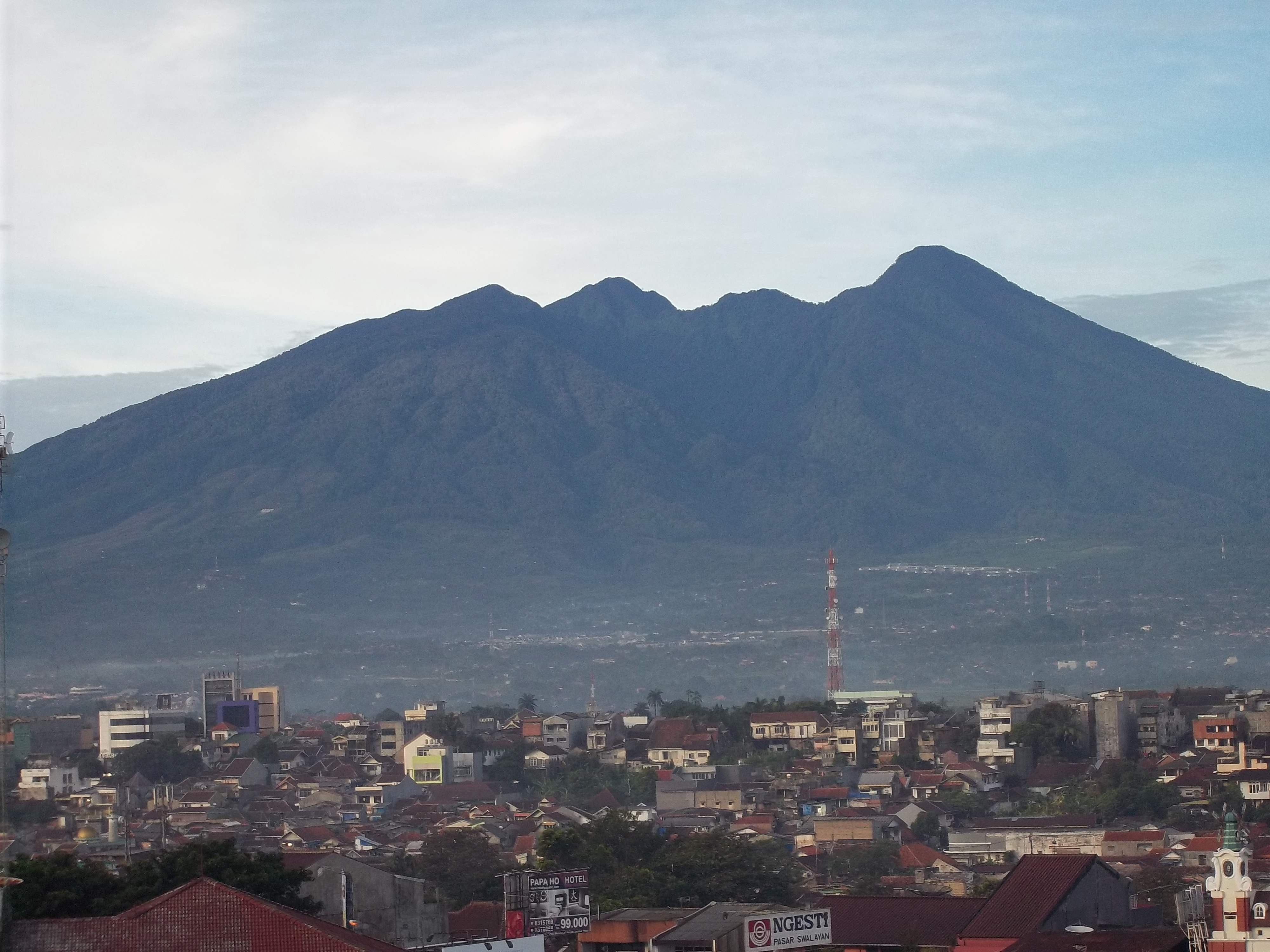
2018年のボゴールからのサラク火山の眺め

独立したインドネシアの一部として、ボゴールは植民地時代に造られた基盤があったこともあり、国と西ジャワの文化、科学、経済発展に重要な役割を果たしている。植民地時代の総督の夏の宮殿がインドネシア大統領の夏の宮殿に変えられたことも、この特別な地位を強化した。1990年代から2000年代に、この街では定期的に多くの国際的な行事が行われている。例えば、アジア・太平洋研究所の大臣レヴェルの会合や、1994年11月15日に開催されたAPECなどがそれである。2008年以降、新しいキリスト教の教会を建てることでイスラーム原理主義者との争いが起きている
。

## 交通
鉄道

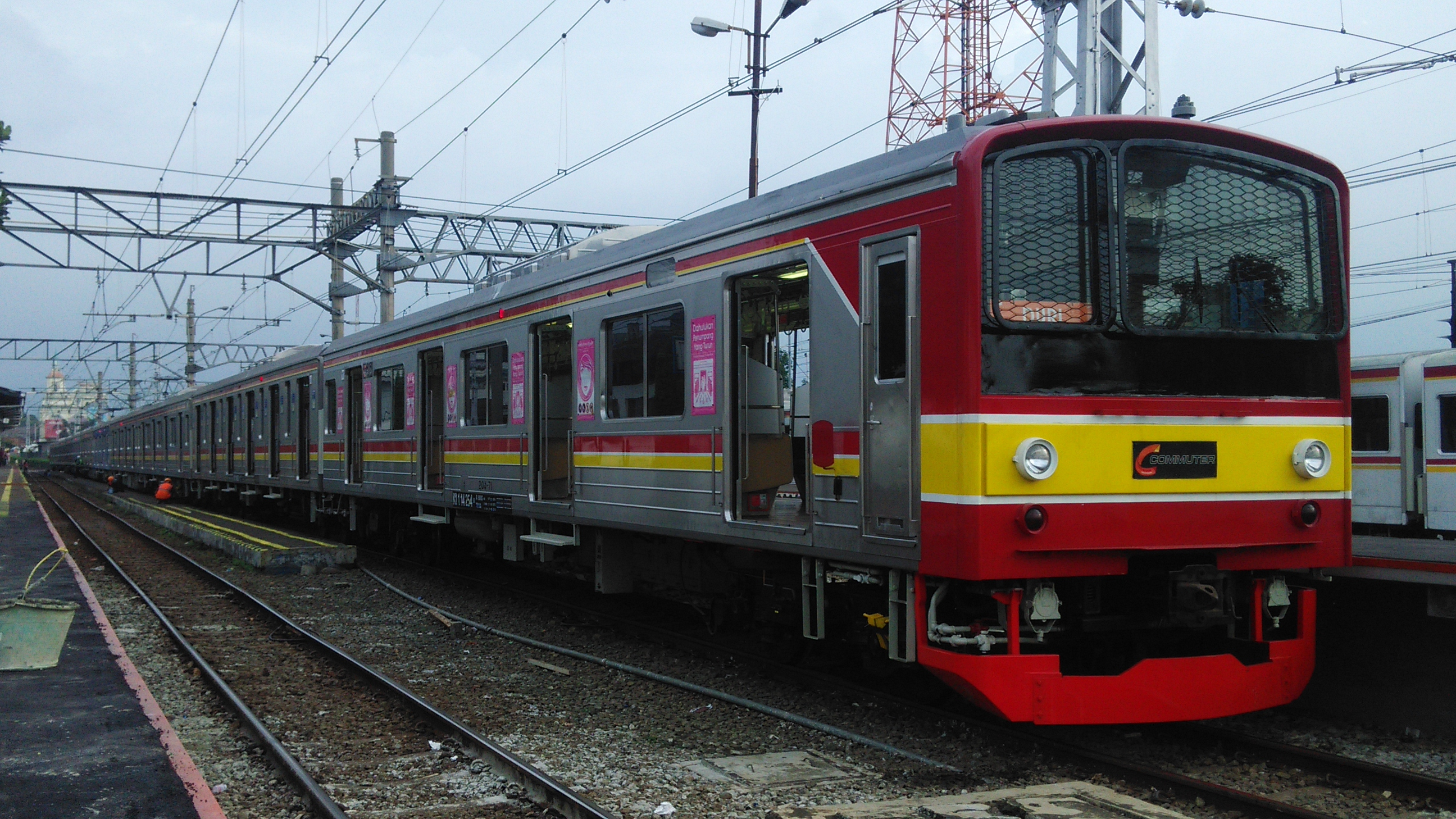
ボゴール駅の205系

ボゴール・ジャカルタ間はKRLコミューターラインが運行する「ボゴール線」、ボゴール・バンドン間は国鉄の「スカブミ線」である。ボゴール線は通勤路線、スカブミ線は観光路線である。KRLの「ボゴール駅」と国鉄の「ボゴール・パレタン駅」は約200m離れていて、運行は完全に別れている。観光列車「パングランゴ号」が高原都市スカブミまで57キロメートルを運行している。高級車両1両と一般車両3両から成る。
高速バス
ボゴールの高速バスターミナルはボゴール植物園の南東に位置している。ジャカルタ行きは運行本数が非常に多く便利だが、道路渋滞により遅延することがある。

## 教育機関
- ボゴール農科大学 (IPB)

## 姉妹都市
- 深圳市、中国 2005年
- セントルイス、アメリカ合衆国 2007年
- ゲデレー、ハンガリー 2008年
- サラク・ティンギ（マレーシア）
- ルロロ（コロンビア）